# 曾汉民
曾汉民（1933年10月—），男，广东揭西人，中国高分子化学家、材料科学家、教育家，曾任中山大学校长。

## 家庭
二哥曾毅。